# Benafigos
Benafigos település Spanyolországban, Castellón tartományban. Benafigos Atzeneta del Maestrat, Culla és Vistabella del Maestrazgo községekkel határos. Lakosainak száma 126 fő (2024).

## Népesség
A település népessége az elmúlt években az alábbi módon változott:
| Lakosok száma | 202  | 186  | 190  | 169  | 161  | 156  | 160  | 142  | 145  | 126  |
|               | 2001 | 2004 | 2006 | 2009 | 2011 | 2014 | 2016 | 2019 | 2021 | 2024 |